# Čertovy skály (okres Vsetín)
Čertovy skály jsou přírodní památka o celkové rozloze 0,15 ha v obci Lidečko v okrese Vsetín vyhlášená v roce 1966. Předmětem ochrany je  ojedinělý výchoz vypreparovaných paleogenních pískovců magurského flyše dokumentující strmé uložení pískovců spodních luhačovických vrstev v podobě svisle nakloněné lavice odhalené erozně denudační činností vody. Nově byla památka vyhlášena nařízením Zlínského kraje s účinností od 8. března 2019.

## Přírodní poměry
Přírodní památka Čertovy skály je výraznou krajinnou dominantou, ležící při severním okraji obce Lidečko v údolí říčky Senice. Jedná se o 150 metrů dlouhou pískovcovo-slepencovou lavici s až 25 metrů vysokými skalními stěnami. Severně od Čertových skal vytváří říčka Senice soutěsku Lomensko, která je předělem mezi Javorníky a Vizovickou vrchovinou.

## Okolí
Zhruba 600 metrů vzdušnou čarou na severozápad se nachází vrchol Kopce (699 m n. m.) s pozůstatky pravěkého hradiště a stejnojmennou přírodní památkou. Severně od skal na úbočí masívu Kopce se nachází několik pramenů a studánek: pramen U Čertových skal, Nad Čertovkama a Ve Vysoké hoře. Asi dva kilometry východním směrem leží obec Pulčín a zhruba o kilometr dále národní přírodní rezervace Pulčín – Hradisko.

## Horolezectví
Čertovy skály jsou velmi známou a oblíbenou horolezeckou lokalitu. Přispívá k tomu mimo jiné i skutečnost, že zdejší pískovec je velmi tvrdý a kompaktní. Celkem je zde vyznačeno horolezeckých 100 cest, od obtížnosti 5 až po 9+.

## Dostupnost
Přístup ke skalám je velmi snadný. Auto lze zaparkovat přímo pod skalami nebo u nedalekého motorestu. Autobusová zastávka Lidečko, Čertovy skály je od přírodní památky vzdálena zhruba 200 metrů. Údolím říčky Senice v těsném sousedství skal vede mezinárodní železniční železniční trať Hranice na Moravě – Púchov. Železniční zastávka Lidečko ves na této trati je od Čertových skal vzdálena jeden kilometr.
Podél skal prochází modře značená turistická cesta, která je zde součástí tzv. Hornolidečské magistrály, určené pro pěší i pro cyklisty. Od rozcestí pod skalami severozápadním směrem je tato cesta zároveň totožná s naučnou stezkou Vařákovy paseky.

## Galerie

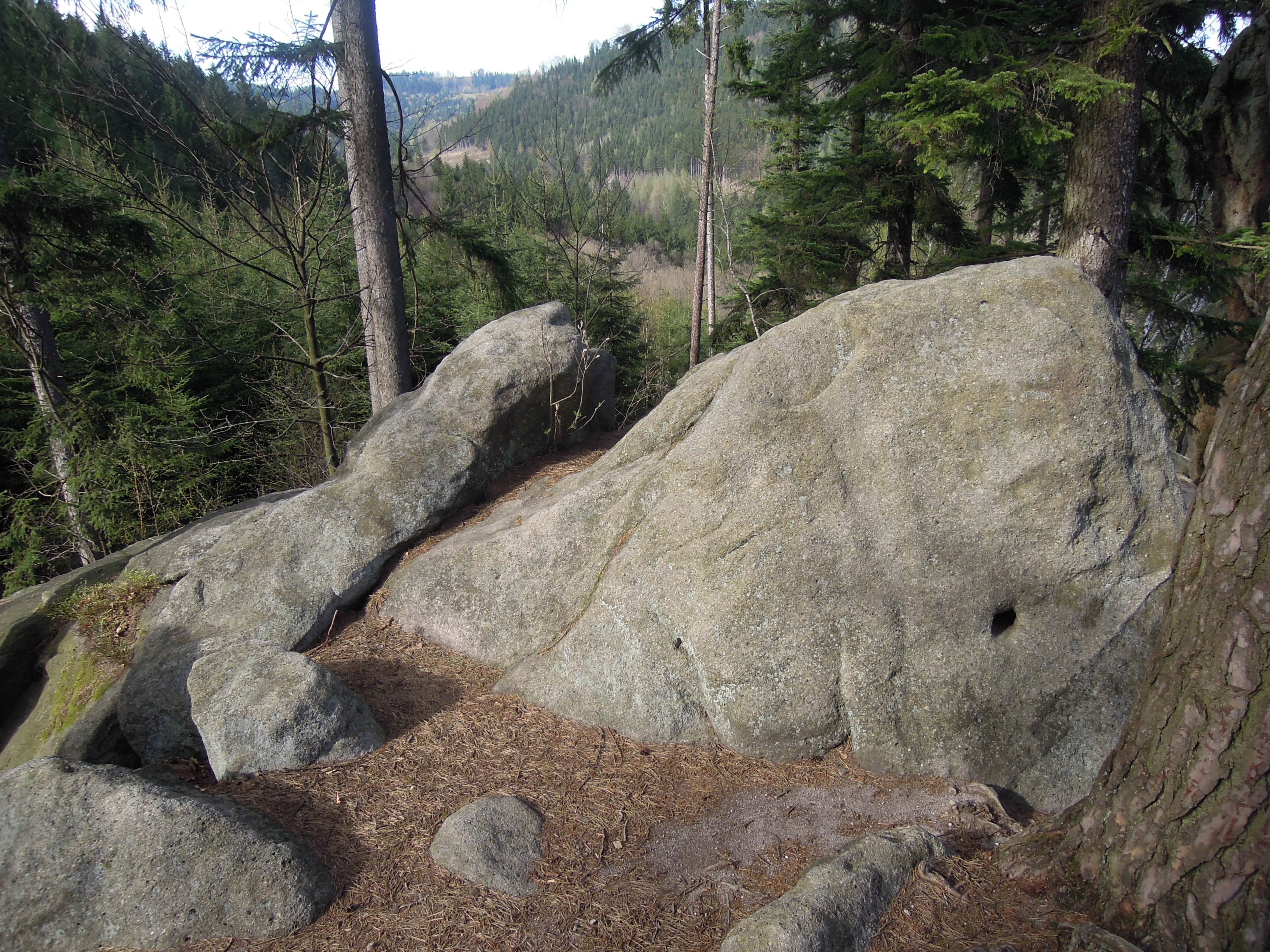
Čertovy skály
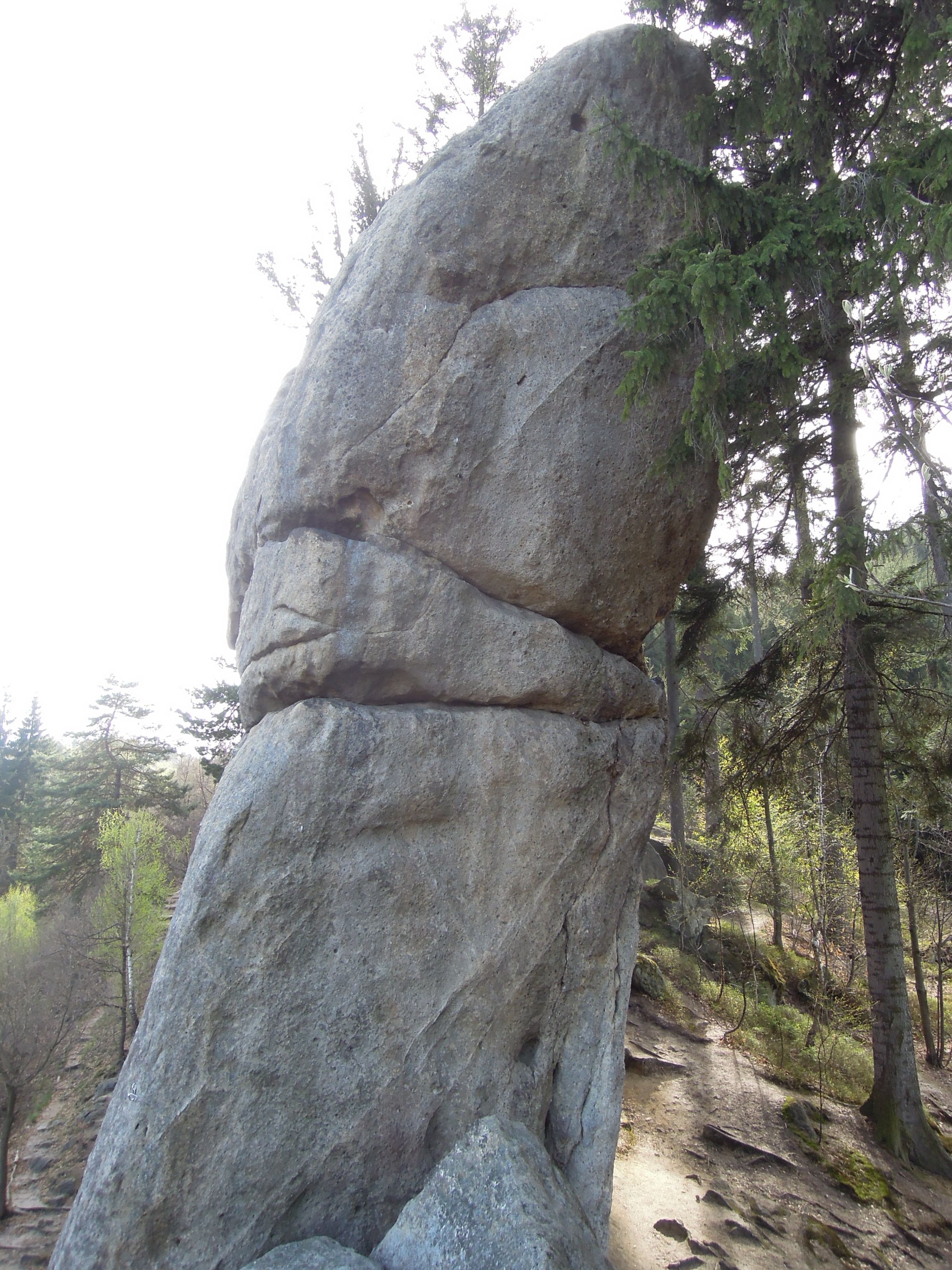
Jedna ze skalních věží
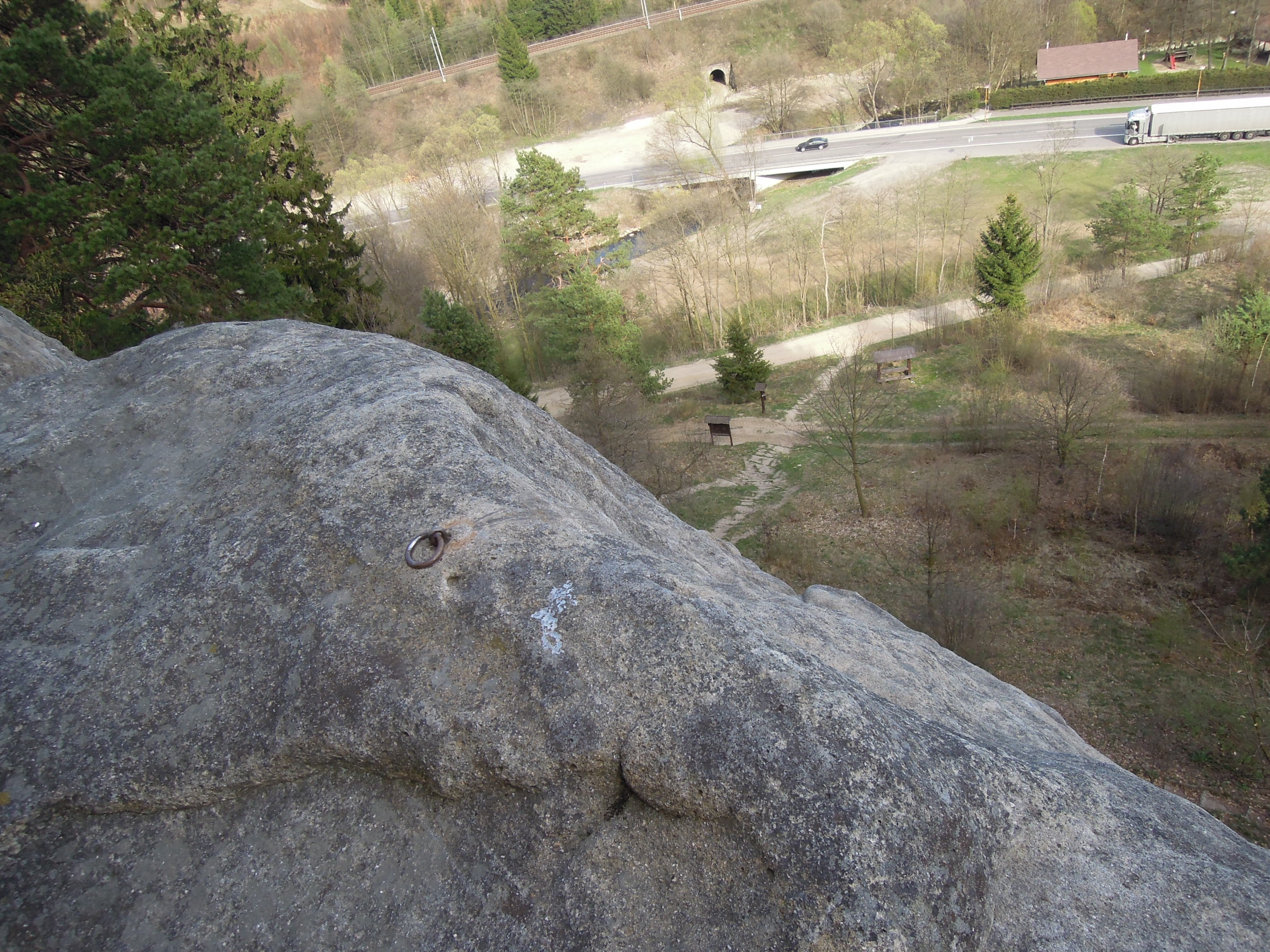
Pohled na silnici I/57, která vede Vlárským průsmykem na Slovensko
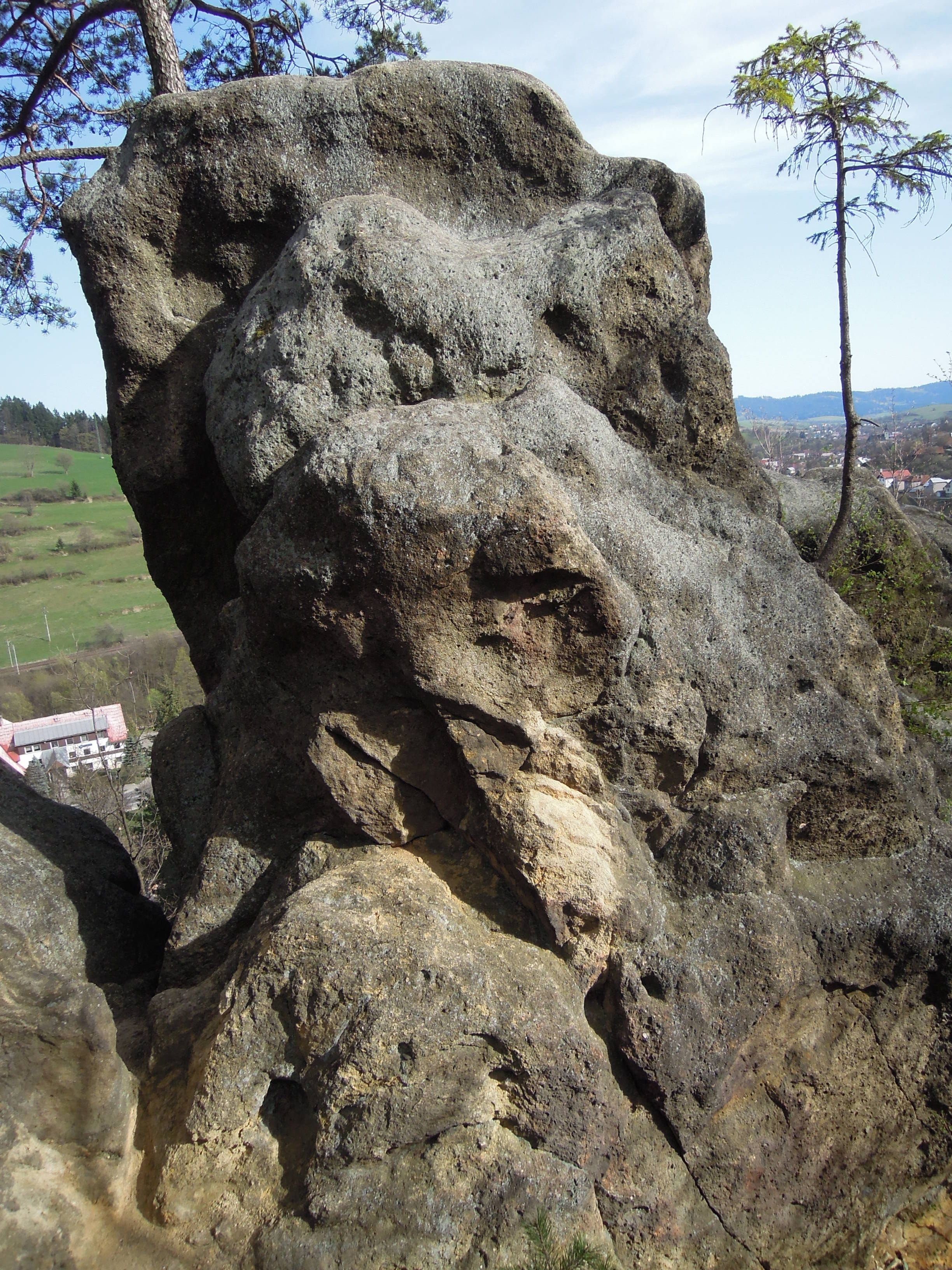
Na vrcholu Čertových skal
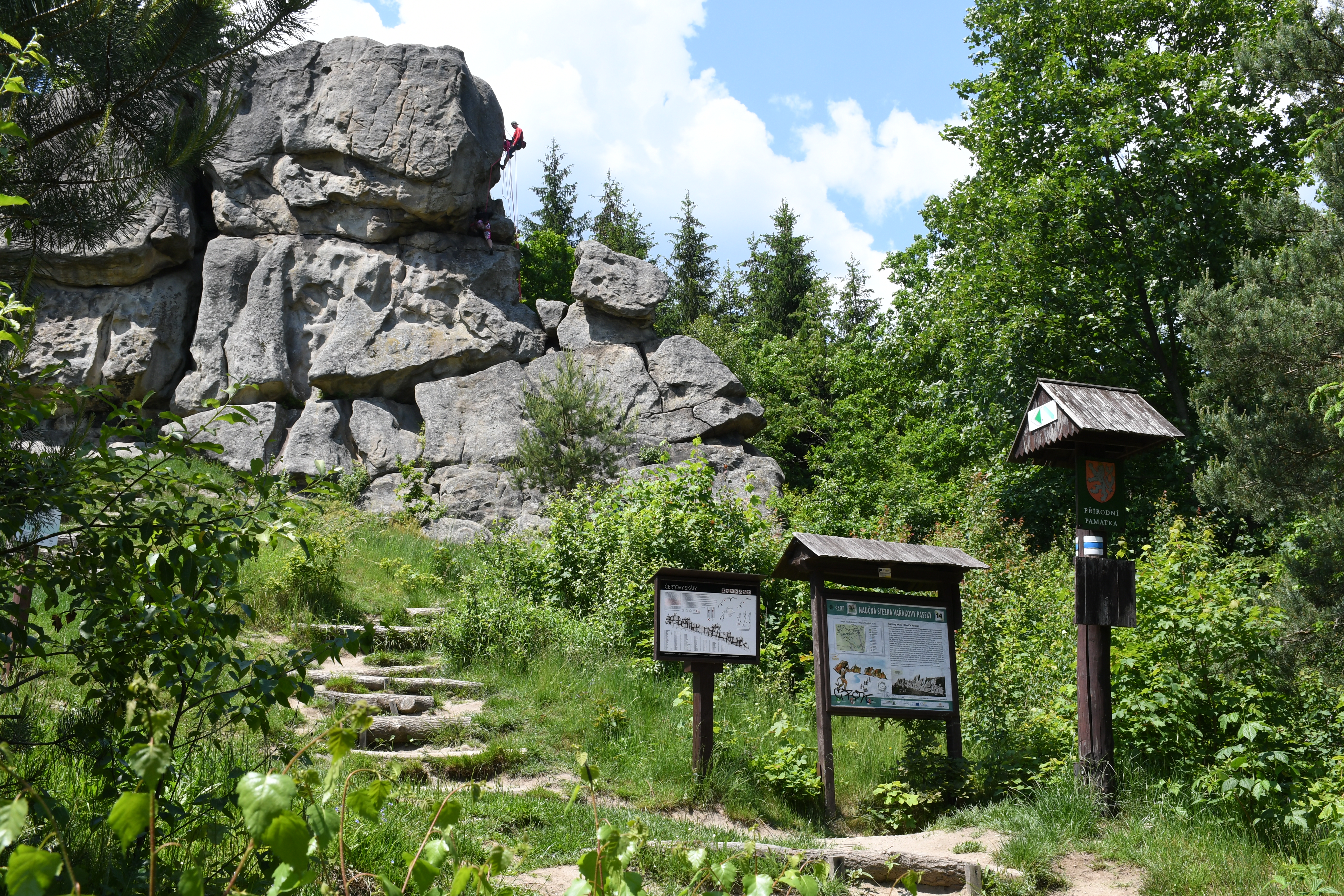
Informační tabule pod skalami